# Austin (Texas)
Austin amerikai egyesült államokbeli Texas állam fővárosa, valamint Travis megye székhelye. Az állam negyedik legnagyobb városa a Colorado folyó partján fekszik. Jelenlegi polgármestere Will Wynn.
Közismert zenei központ, Live Music Capital of The World a mondás szerint, vagyis az Élőzene Fővárosa. Texas államot ugyanakkor gyakran „Lone Star State”-ként emlegetik, utalva ezzel az állam zászlajának fehér csillagára.
Texas középső részén helyezkedik el. 2016-os becslések alapján 947 890 fő él itt, míg a környező területek népességét is hozzáadva, lakossága 1,5 millió feletti. Az éghajlat változatossága miatt gyakoriak az időjárás végletes jelenségei, pl. a tornádó (főleg március és július között).

## Története
1839-ben kapta meg a város mai nevét, Mirabeau B. Lamar jóvoltából, aki Stephen F. Austin tiszteletére nevezte el a települést. Az év júliusában megérkezett Austinba – a feljegyzések szerint – az első fekete lakos, Mahala Murchison. 1857-ben létrejön az első iskola a halláskárosultak számára, a Texas State School for the Deaf. Tíz évre rá pedig Texas első iskolája, lakossági támogatással (The Austin Graded School). Charles W. Ohrndorf, a Kongresszus sugárúton, a város első fagylaltozóját 1869. június 15-én nyitja meg.
1871. július 26-án alapították Austin ma is megjelenő napilapját, amely többször is névváltoztatáson esett át: Statesman, Democratic Statesman, Austin Statesman, Weekly Democratic Statesman, Austin Weekly Statesman, Weekly Statesman, Diversified Farmer, Daily Democratic Statesman és Austin American-Statesman. Az első zsidó közösség 1876-ban alakul meg, Temple Beth Israel néven. 1881. március 30-án megalapítják a ma is működő, világhírű egyetemet (University of Texas at Austin). 2 év múlva beiratkozik az első női egyetemista (Jessie Andrews). 1887-ben a városban a főbb épületekben kigyúlnak a villanyfények, az Edison Light Company jóvoltából. 1893 hálaadás napján a texasi egyetem focicsapatának első meccse is lezajlik (Fairground Park, Dallas). 1899. november 13-án megalakul Austin első golfklubja (később Austin Country Club néven ismert). 1902-ben a Young Ladies' Basketball Team, vagyis az austini Egyetem első női kosárlabdacsapata lejátssza első meccsét.
1909-ben megnyílik a közönség számára Austin első parkja, a Wooldridge Park. 1916-ban A.J. Eilers létrehozza az első szabadtéri uszodát Texasban. 1935-ben Austin városa a Deep Eddy területét az Eilersektől vette meg. 1932-ben megnyílik az első éjjel-nappali étterem. Ez volt a Night Hawk #1, amit Harry Akin hozott létre. 1994-ben Stevie Ray Vaughannek szobrot állítanak az Auditorium Shoreson, alkotója Ralph Helmick.
2001-ben először rendezik meg az Austin City Limits Music Festivált.

## Éghajlata
Austint nedves szubtrópusi éghajlat, forró nyár és enyhe tél jellemzi. Átlagosan 853,4 mm a csapadék évente, a tavaszi és egy másodlagos csapadékmaximummal, ősszel. Tavasszal jellemzőbbek a súlyos viharok, bár a tornádók ritkák.
| Hónap                         | Jan. | Feb. | Már. | Ápr. | Máj. | Jún. | Júl. | Aug. | Szep. | Okt. | Nov. | Dec. | Év   |
| ----------------------------- | ---- | ---- | ---- | ---- | ---- | ---- | ---- | ---- | ----- | ---- | ---- | ---- | ---- |
| Átlagos max. hőmérséklet (°C) | 16,4 | 18,4 | 22,3 | 26,5 | 30,2 | 33,3 | 35,2 | 36,1 | 32,5  | 27,6 | 21,8 | 17,1 | 26,5 |
| Átlagos min. hőmérséklet (°C) | 5,2  | 7,1  | 10,7 | 14,8 | 19,3 | 22,4 | 23,6 | 23,7 | 20,8  | 15,9 | 10,4 | 5,8  | 15,0 |
| Átl. csapadékmennyiség (mm)   | 56   | 51   | 70   | 53   | 112  | 110  | 48   | 60   | 76    | 99   | 75   | 61   | 871  |
| Havi napsütéses órák száma    | 164  | 169  | 204  | 207  | 226  | 285  | 316  | 297  | 234   | 217  | 168  | 155  | 2642 |
| Forrás: NOAA                  |      |      |      |      |      |      |      |      |       |      |      |      |      |

Austinban a nyár általában meleg, az átlaghőmérséklet nyáron 34-36 °C. A városban mért legmagasabb hőmérséklet 44 °C volt, 2000. szeptember 5-én. A tél enyhe és viszonylag száraz. A legalacsonyabb mért hőmérséklet -19 °C volt, ezt 1949. január 31-én jegyezték fel. A havazás ritka.

## Demográfiai megfigyelések
2006-ban 1 249 763 főt számláltak Austinban, ami azt jelenti hogy ekkor annyi ember lakott itt, mint Houstonban 1957-ben, míg a Dallas melletti Fort Worth 1988-ban számlált közel ennyi lakost. Viszont 2030-ra Austin lakosságát 3,5 millió főre becsülik a kutatók. 2050-re pedig a város lakossága elérheti Los Angeles méreteit. Az ezredforduló idején Austin lakossága körülbelül Baltimore lakosságával egyező nagyságú volt. 2006 környékén már New Orleans és Salt Lake City lélekszámával egyezett meg.
Austin városában a bevándorlók több mint fele mexikói volt az utóbbi években.

## Kultúra és zenei élet

### Ismertebb szórakozóhelyek
- 311 Club
- Antone's
- Auntie Skinner's
- Coyote Ugly
- Doc's Motorworks Bar
- Iron Cactus North Bar
- The Continental Club
- Friends Bar
- Malaga Tapas Bar
- Palazio Men's Club
- Sugar's Uptown Cabaret
- The Austin Music Hall

### Ismert zenészek és zenekarok
- The Austin Symphony Orchestra, Arc Angels, Asylum Street Spankers, Austin Lounge Lizards, Doyle Bramhall Sr., Doyle Bramhall II, Lou Ann Barton, Marcia Ball, Joe Ely, Fabulous Thunderbirds, Jimmie Dale Gilmore, Terri Hendrix, Eric Johnson, Janis Joplin, Los Lonely Boys, Malford Milligan, Willie Nelson, Paul Ray & The Cobras, Charlie Sexton, Storyville, Stevie Ray Vaughan, Jimmie Lee Vaughan, Angela Strehli.

### Fesztiválok

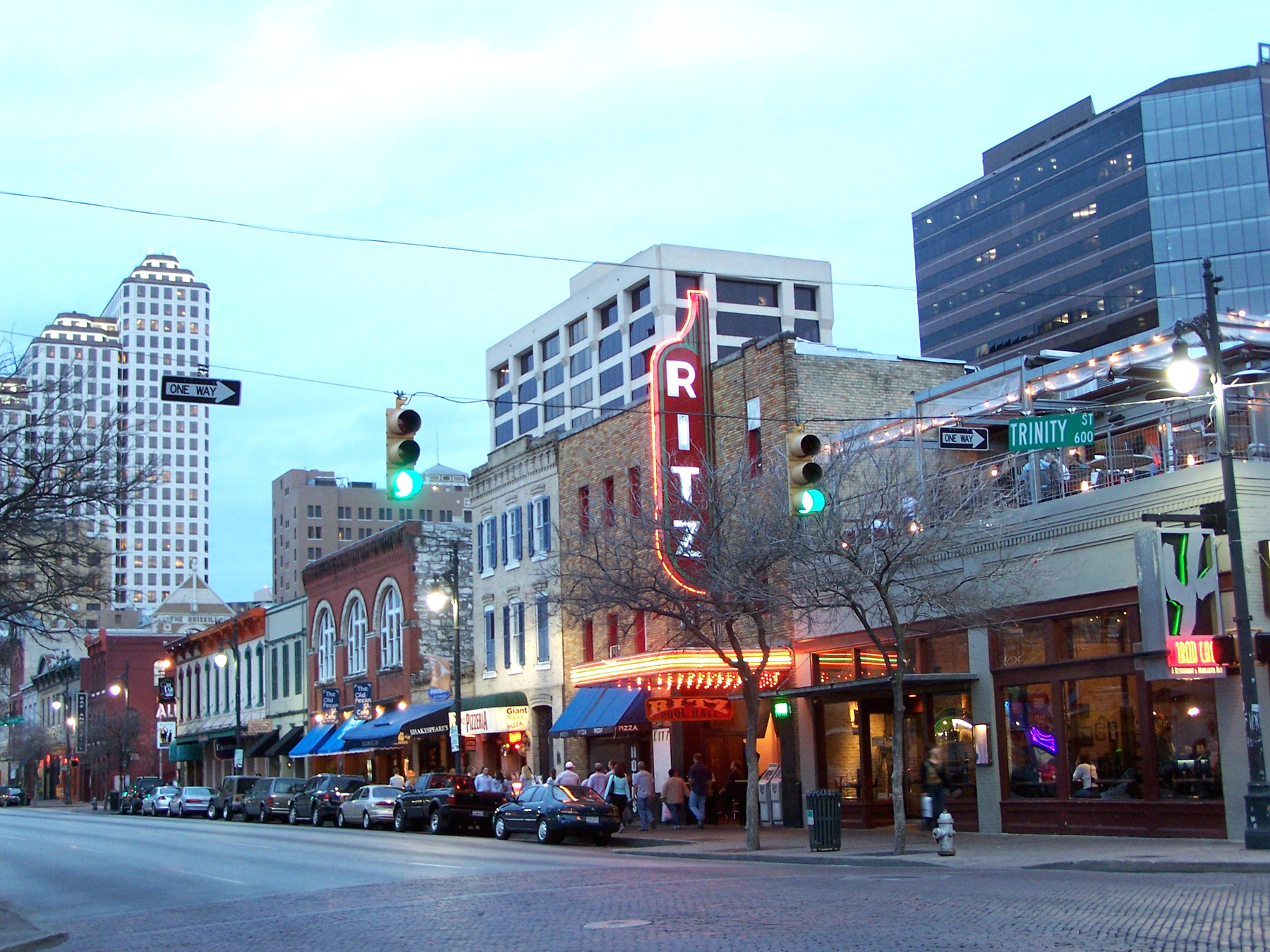
A 6. utca Austin szívében

- Hatodik utca (6th Street), a zenei élet központja
- Látványosságai: Driskill Hotel: 1886-ban épült hotel, mely ma már történelmi jelentőségű. Austin legrégebbi szállodája.
- Austin City Limits Music Festival
- Austin Film Festival Austin Fine Arts Festival(AFF)

Minden áprilisban a Republic Square Parkban rendezik meg.

### Média

#### Helyi újságok
- Austin American-Statesman www.statesman.com/
- The Austin Chronicle www.austinchronicle.com
- The Daily Texan www.dailytexanonline.com

#### Helyi rádiók
- AM rádióadók (12): KLBJ, KIXL, KFIT, KWNX, KVET, KJCE, KELG, KCYL, KFON, KZNX, KTXZ, KOKE.
- FM rádióadók (34): KNLE, KMHF, KAZI, KMFA, KTSW, KUT, KNCT, KOOP, KVRX, KQJZ, KKLB, KDHT, KLBJ, KAMX, KKMJ, KHFI, KVET, KLGO, KHHL, KASE, KROX, KACQ, KPEZ, KITY, KBPA, KLQB, KMHF, KXBT, KMHF, KFMK, KQQT, KGSR, KINV, KDOS.
- Rádióállomások listája

## Látványosságai
- Austin City Limits – 1976-tól

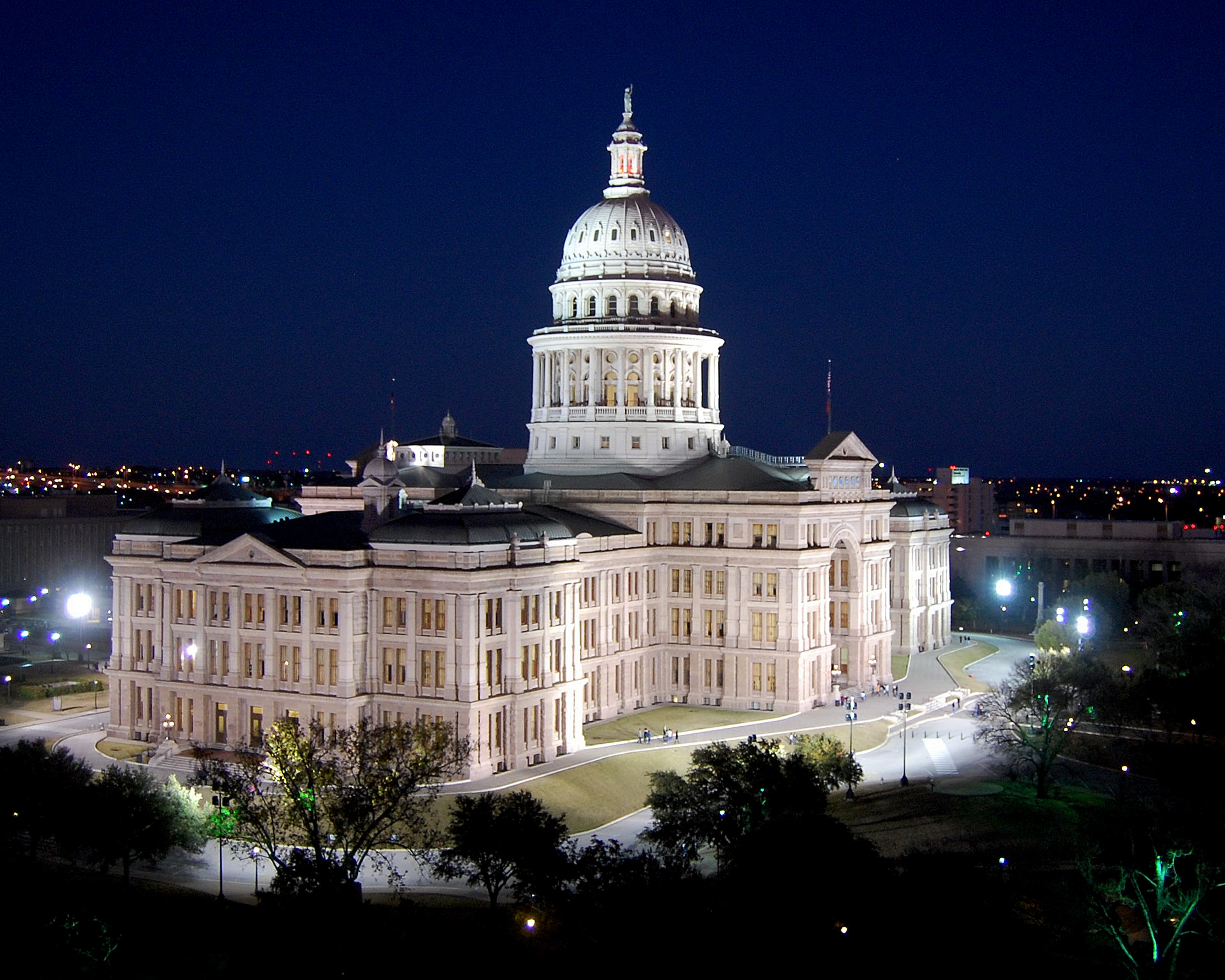
Texas Állam Capitoliuma

- Dorothy L. Gebauer épület (Home to The Collage of Liberal Arts)
- Texas State Capitol
- Texas Governor Mansion
- Texas Memorial Stadion
- Paramount Theatre – 1915-ben épült színház és moziépület, 1976-tól elismerten történelmi épület (National Register of Historic Places)
- State Theatre – 1935-ben épült moziépület, amely külvárosi moziként működött korábban
- Zilker Park
- Stevie Ray Vaughan szobor (Auditorium Shores)
- Bob Bullock Texas Állam Történelmi Múzeuma
- Mexikói Művészeti Múzeum Mexic-Arte Museum
- Austin Művészeti Múzeum Austin Museum of Art
- Umlauf Szoborkert és Múzeum The Umlauf Sculpture Garden & Museum
- Zachary Scott Theatre
- Lyndon B. Johnson Könyvtár és Múzeum Lyndon B. Johnson Library & Museum

## Hírességek
Austin városában számos híres zenész és művész él és alkot, illetve itt született.
- Clifford Antone – az Antone's klub alapítója, Stevie Ray Vaughan felfedezője
- Lance Armstrong – kerékpáros, 1999-2005-ig a Tour De France győztese
- Marcia Ball – zongorista és énekesnő
- Sandra Bullock – színésznő
- Doyle Bramhall II – zenész
- Tom Ford – divattervező
- Ethan Hawke – színész
- Eric Johnson – gitárvirtuóz
- Lady Bird Johnson – First Lady
- Janis Joplin – énekesnő, legenda
- Stevie Ray Vaughan – zenész
- Matthew McConaughey – színész
- Martie Maguire - zenész, Dixie Chicks
- Willie Nelson – zenész
- Dennis Quaid – színész
- Ann Richards – Texas korábbi női kormányzója
- Robert Rodríguez – filmrendező
- Owen Wilson – színész
- Renée Zellweger – színésznő
- Bill Hicks – stand-up komikus
- Stone Cold Steve Austin – színész, pankrátor

## Testvérvárosai
- Ausztrália, Adelaide – 1983-tól
- Németország, Koblenz – 1991-től
- Peru, Lima – 1981-től
- Lesotho, Maseru – 1978-tól
- Japán, Oita – 1990-től
- Mexikó, Saltillo – 1968-tól
- Tajvan, Taichung – 1986-tól
- Nigéria, Old Orlu – 2000-től
- Dél-Korea, Gwangmyeong
- Kína, Xishuangbanna – 1997-től

## Fordítás
- Ez a szócikk részben vagy egészben  az   Austin, Texas című angol Wikipédia-szócikk fordításán alapul.  Az eredeti cikk szerkesztőit annak laptörténete sorolja fel. Ez a jelzés csupán a megfogalmazás eredetét és a szerzői jogokat jelzi, nem szolgál a cikkben szereplő információk forrásmegjelöléseként.